# Larissa Petrik
Larissa Leonidovna Petrik (en russe : Лариса Леонидовна Петрик), née le 28 août 1949, est une gymnaste biélorusse qui représentait, dans les années 1960, l'Union soviétique.

## Biographie
Elle a remporté le titre olympique au sol aux Jeux olympiques d'été de 1968 à Mexico avec 19,675 points, à égalité avec la Tchécoslovaque Věra Čáslavská. Elle remportait également la médaille de bronze à la poutre derrière sa compatriote Natalia Kuchinskaya et Věra Čáslavská. Avec Kuchinskaya et l'équipe soviétique, elle obtenait encore le titre par équipe.
Aux championnats du monde de 1966 à Dortmund, elle se contentait de l'argent par équipe, derrière la Tchécoslovaquie, et du bronze à la poutre. Quatre ans plus tard, elle était encore troisième à la poutre mais sacrée par équipe.
Elle est depuis de nombreuses années coach et chorégraphe. Aujourd'hui, elle vit avec son époux Viktor Klimenko à Idar-Oberstein.

## Palmarès

### Jeux olympiques
- Mexico 1968
  -  Médaille d'or au concours par équipes
  - 4e au concours général individuel
  -  Médaille de bronze à la poutre
  -  Médaille d'or au sol

### Championnats du monde
- Dortmund 1966
  -  Médaille d'argent au concours par équipes
  - 6e au concours général individuel
  -  Médaille de bronze à la poutre
  - 4e au sol

- Ljubljana 1970
  -  Médaille d'or au concours par équipes
  - 6e au concours général individuel
  -  Médaille de bronze à la poutre

### Championnats d'Europe
- Sofia 1965
  - 4e au concours général individuel
  - 6e aux barres asymétriques
  -  Médaille de bronze à la poutre
  - 5e au sol

## Sources
- (de) Cet article est partiellement ou en totalité issu de l’article de Wikipédia en allemand intitulé « Larissa Petrik » (voir la liste des auteurs).